# Јун Чихо
Јун Чихо (кореј. 윤치호; 16. јануар 1865 — 6. децембар 1945) био је политички активиста, добротвор и мислилац крајем владавине династије Чосон у Кореји. Био је присталица ширења Хришћанства у Кореји.